# Södermanlands runinskrifter 16
Södermanlands runinskrifter 16 är ett runstensfragment som nu är placerat innanför Kattnäs kyrkas västra kyrkogårdsmur i Kattnäs socken och Gnesta kommun i Södermanland. Stenen har förut legat i dörren till vapenhuset i kyrkan. Troligen plockades den ut vid kyrkans reparation på 1870-talet.

## Fragmentet
I nämnda mur ligger ett flertal skärvor av samma röda sandsten som runstenen, förmodligen avslagna bitar från denna. Inskriften är svårläst på grund av vittring. Vad som är märkligt med dess kvarvarande text är att danska staden Hedeby står omnämnd, en under vikingatiden mycket betydande handelsplats i Slesvig, där många skepp gjorde uppehåll på sina resor i västerled. En translittererad variant av texten med lakuner lyder enligt nedan.

## Inskriften
Translitterering av runraden:
§A · þ(i)... ...uþin · hhn · unʀ · tauþr · i [hailaby] halbi · kuþ · aat · 
§B aʀ
Normalisering till runsvenska:
§A ... [A]uðin/[L]uðin. Hann vaʀ dauðr i Hæiðaby. Hialpi Guð and. 
§B aʀ
Översättning till nusvenska:
... [efter] Ödin/Luden. Han blev död i Hedeby. Hjälpe Gud anden.